# Менно тер Браак
Менно тер Браак (нід. Menno ter Braak; *26 січня 1902, Ейберген, Гелдерланд, Нідерланди — 14 травня 1940, Гаага, Нідерланди) — нідерландський письменник-модерніст і літературний критик.

## Біографія
Менно тер Браак народився 26 січня 1902 року в Ейбергені (провінція Гелдерланд) і виріс у містечку Тіл, де уславився тим, що бездоганно навчався і вирізнявся неабиякими розумовими здібностями. Він вступив до Амстердамського університету, студіював голландську мову та історію. Будучи студентом, тер Браак багато часу приділяв студентському часопису Propria Cures, а також факультативно самотужки вивчав кінематографію (у той час малопоширена дисципліна). 
Менно тер Браак заснував «Лігу Кіно» (Filmliga) — організацію, яка займалася мультиплікаційним кіно. Він захистив докторську дисертацію про середньовічного імператора Оттон III, і деякий час працював учителем у різних загальноосвітніх школах. 
У 1932 році Менно тер Браак, разом з Едгаром дю Пероном і Морісом Роланом, заснували літературний часопис «Форум» (Forum), який згодом став одним з найвпливовіших літературних періодичних видань голландською мовою 1930-х. Журнал був елітарним виданням, що забезпечував найвищий культурний рівень дискурсу та літературної критики. Слоганом періодичного видання стало Vent boven vorm, що в грубому перекладі означало «особистість понад форми». 
У 1933 році Менно тер Браак, який тоді вже мешкав у Гаазі, влаштувався на роботу літературного редактора в голландську ліберальну газету «Фадерланд» (Het Vaderland «Вітчизна»). Він був одним з перших літераторів, хто відчув загрозу, яка насувалась з нацистської Німеччини. У ці ж роки він заснував так званий «Комітет пильності» (нід. het Comité van Waakzaamheid). Публіці він був відомий завдяки своїм численним есе про європейську культуру і політику, та їхній взаємодії. Певний вплив на його стиль висловлюватись і міркувати справив Ніцше. 
Менно тер Браак був природженим полеміком, серед його опонентів були люди діаметрально протилежних поглядів. До кінця життя він встиг посперечатися, іноді у ворожих тонах, з тими, хто позиціонував себе представниками, як він їх називав «каламутних спільнот», таких як католицизм, ліберальний гуманізм, марксизм, і зрештою фашизм. 
Під кінець життя Браак брав усе більшу участь у голландському антифашистському русі. Коли у вересні 1939 року вибухнула Друга світова війна, він впав у глибоку депресію. Через чотири дні після вторгнення Нацистської Німеччини до Нідерландів, 14 травня 1940 року, він здійснив невдалу спробу полетіти до Англії, а потім здійснив самогубство, прийнявши снодійне і зробивши собі ін'єкцію отрути. Він помер у день, коли Люфтваффе здійснили килимове бомбування Роттердама. 
Вплив Менно тер Браака на розвиток нідерландської літератури був величезним і залишалося таким аж до 1950-х років. Тоді він почав знижуватися, але деякі літературні видання, зокрема Libertinage і Tirade продовжували зберігати вірність численним ідеям Браака. 
Іменем Браака названо декілька навчальних закладів, у тому числі школа в його рідному місті Ейбергені. 

## Виноски
1. ↑  https://www.biografischwoordenboekgelderland.nl/bio/5_Menno_ter_Braak
2. ↑  OBS Menno Ter Braak - Eibergen. Архів оригіналу за 11 травня 2021. Процитовано 17 березня 2022.